# Dicastillo
Dicastillo (en castellà i oficialment; Deikaztelu en basc) és un municipi de Navarra, a la comarca d'Estella Oriental, dins la merindad d'Estella. Limita al nord amb Ayegui i Igúzquiza, al sud amb Sesma, a l'est amb Aberin, Oteiza Allo i Morentin i a l'oest amb Arellano i Arróniz.

## Demografia
| Evolució demogràfica                                  | Evolució demogràfica | Evolució demogràfica | Evolució demogràfica | Evolució demogràfica | Evolució demogràfica | Evolució demogràfica | Evolució demogràfica | Evolució demogràfica | Evolució demogràfica | Evolució demogràfica |      |
| 1996                                                  | 1998                 | 1999                 | 2000                 | 2001                 | 2002                 | 2003                 | 2004                 | 2005                 | 2006                 | 2007                 | 2012 |
| ----------------------------------------------------- | -------------------- | -------------------- | -------------------- | -------------------- | -------------------- | -------------------- | -------------------- | -------------------- | -------------------- | -------------------- | ---- |
| 708                                                   | 703                  | 681                  | 684                  | 689                  | 704                  | 690                  | 696                  | 696                  | 683                  | 696                  | 688  |
| Fonts: Dicastillo i Institut d'Estadística de Navarra |                      |                      |                      |                      |                      |                      |                      |                      |                      |                      |      |